# Defense of the Ancients
Defense of the Ancients (česky doslova Obrana prastarých), zkráceně též DotA, je neoficiální mapa hry Warcraft III: The Frozen Throne, která však není technicky podporována společností Blizzard Entertainment. Jedná se o týmovou strategickou hru, která je určena nejvíce pro týmy tří proti třem a pěti proti pěti. Ojediněle se vyskytují také zápasy dvou na dva nebo jednoho na jednoho, avšak při dvou členech v týmu již není možné pokrýt celou mapu a u hry jednoho na jednoho již nelze mluvit o hře, jelikož základem je týmová hra.

## Cíl hry
Hlavním úkolem hráčů je proniknout do základny nepřátelského týmu a zničit hlavní budovu, která je chráněna věžemi a jinými stavbami. Ty je třeba zničit nejdříve, protože dokud stojí, je hlavní budova „nezranitelná“. Aby se zabránilo předčasnému ukončení hry, hráči respektující psaná i nepsaná pravidla. Hlavní budovou je myšlen 3D objekt, který engine hry ani slang komunity nijak nerozlišuje. U týmu Pohromy (angl. Scourge – nachází se na severní straně mapy) je hlavní budovou Ledový trůn, u týmu Strážců (angl. Sentinel) je jím Strom života. Po zničení tohoto hlavního objektu vyhrává strana, jež budovu zničila. Hra může v závislosti na průběhu a okolnostech trvat od 15 minut až po dvě i více hodin. Nejčastěji však trvá kolem 45 až 60 minut.
Hráč ovládá jediného hrdinu, s nímž se probíjí směrem k soupeřově základně přes nepřátelské jednotky (angl. Creep), které se rodí automaticky a současně na obou stranách u objektů obklopujících hlavní budovu. Tyto jednotky za normálních okolností nelze ovládat a jejich úkolem je bezhlavě útočit na všechny nepřátele na cestě k protivníkově základně. Jejich vedlejším, ale ne méně podstatným významem, je dodávat zlato a zkušenosti hrdinům hráčů, kteří je zabijí, aby rostla síla hráčových hrdinů a mohli si dovolit nakoupit lepší vybavení.
Dále hráčům v postupu brání hrdinové nepřátelského týmu. Síly obou stran závisí na schopnostech samotných hráčů zkoordinovat své útoky a umění využívat silných stránek svých hrdinů v útoku i defenzívě. Vyrovnaná je mapa, jejíž základ je osově souměrný. Pouze místa mezi třemi hlavními silnicemi do nepřátelských základen se na obou stranách liší.
Každý hráčský hrdina je unikátní, má jiný vzhled i schopnosti, a je vhodný pro jiný styl boje. Pro každého hrdinu je nejlepší různá kombinace předmětů. Žádný hrdina není nejlepší ani nejhorší, protože proti každému z nich se najde nějaký, jenž je proti němu silný a v boji efektivní. Nejefektivnější je ale týmová hra a nejdůležitější je pozorné sledování kroků soupeře. Nájezd několika hrdinů na jednoho nepozorného bývá většinou smrtící. Jeden hrdina může nést až 6 předmětů, což představuje obrovské množství jejich možných kombinací. Složení hrdinova inventáře hráč volí podle stylu hry, který preferuje, nepřátelských hrdinů a podle potřeb týmu.
Pokud je hrdina zabit, je na několik sekund odstraněn ze hry a po uplynutí tohoto času se opět narodí ve své základně v místech u fontány, kde se jinak hráči mohou doléčit a lze tam nakoupit předměty. Za smrt se hráči strhne určitý obnos zlata – kolem 200. Hráč, jenž nepřátelskému hrdinovi uštědří poslední ránu, je touto sumou finančně odměněn, stejně jako zkušenostmi. V případě, že se mu v krátké době povede zabít více hrdinů, se přehrají zvukové hlášky oznamující tuto skutečnost. Je-li některý hrdina úspěšný tak, že zabije mnoho nepřátelských hrdinů, aniž by sám zemřel, je tato skutečnost také hlasově oznámena. Tyto hlášky byly vývojáři modu vypůjčeny ze hry Unreal Tournament, kde slouží ke stejnému účelu. Za takováto několikanásobná zabití je hráči navrch přidán ještě dodatečně menší finanční obnos. Více finančně ohodnocen je i hráč, jenž dominanci jiného ukončí. Pokud je hráč zabit neutrálními jednotkami v lesích, nedostane nikdo nic, ale pokud je zabit budovou nebo creepy, je odměna za zabití rozdělena rovnoměrně mezi hráče celého týmu.

## Základní principy
Hrdinové se dělí na tři základní skupiny, které mají jeden z těchto primárních atributů:
- Agility – obratnost (zlepšuje obranu zmírňující nepřátelské škody, mírně zrychluje útok)
- Strength – síla (zvyšuje hrdinovi výdrž)
- Inteligence – inteligence (zvyšuje hrdinovi hladinu many)

Další způsob základního rozdělení je:
- Ranged – útočník na dálku (střelec, kouzelník)
- Melee – útočník na blízko

## Strategie

### Role hrdiny
Hrdinové se také liší stylem hry v týmu a vykonávají různé specifické činnosti, které jim přísluší:
- Supporter – podpůrný hrdina. Ti mají většinou nějakou schopnost, kterou mohou dobře pomoci ostatním hrdinům, hlavně ze začátku hry (např. léčivá kouzla, různé druhy zpomalení, díky kterým může vzniknout příležitost, že druhý hrdina pak zabije nepřátelského hrdinu).
- Babysitter – doslova chůva. Pomáhají přátelskému hrdinovi např. doplňováním many, léčením, poskytováním aur při výpadech vůči nepřátelům. Ne každý podpůrný hrdina je ale dobrá chůva, ale všechny chůvy patří v podstatě mezi podpůrné hrdiny.
- Disabler – hrdina, který má schopnost nějakým způsobem odstavit nepřátelského hrdinu z boje, ať už nějakou formou omráčení, přeměny, umlčení (znemožnění kouzlit po krátkou dobu), spoutání, přeměny na éterickou formu, apod.
- Ganker – hrdina, který je předurčen k překvapení a zaskočení nepřítele. Je opatřen určitým druhem omráčení, ať už cíleným, plošným či nějakým jiným.
- Roamer – hrdina, který je nejlepší při strategii přebíhání z jedné trasy na další a snaží se jak překvapit nepřátele, tak pomoci hrdinům ve svém týmu, či při pronásledování hrdiny utíkajícího z boje, který by jinak prohrál, kdyby bojoval dál. Tato role úzce souvisí s rolí gankera.
- Harrasers – typ hrdiny, jenž je schopen spamovat nepřátelské hrdiny opakovaně svými kouzly, či je rovnou oslabené na dálku zabíjet.
- DPS – hrdinové, kteří se zaměřují na fyzický útok a udílení co nejvyšších škod nepřátelům, ať už díky schopnostem zvyšujícím sílu zbraní, nebo rychlým útokem pomocí speciálních dovedností krátce zvyšující prudce rychlost. Většina hrdinů se dá v pozdější fázi hry rovněž zařadit mezi DPS hrdiny, např. díky předmětům, nejvíce ale harraseři a gankeři.
- Tank – hrdina, který má velkou schopnost absorpce nepřátelských škod. Obvykle má vysokou hladinu života, obrany a eventuálně i schopnosti redukce magických škod nebo hodně podceňovaného úhybu, jenž poskytne šanci vyhnutí se soupeřově útoku). Je určený k tomu, aby díky svým vlastnostem mohl bez velkého nebezpečí rychlé smrti začínat souboje.
- Carry – hrdinové, jejichž největší síla přichází až v pozdní fázi hry, kdy už mají drahé předměty. Většinou mají tito hrdinové nějakou speciální schopnost, dostupnou až v pozdějších fázích hry, která z nich dělá dobré hrdiny namísto průměrných. Většinou potřebují pomoc od podpůrných hrdinů nebo babysitterů k přežívání začátků a dávání prostoru k trénování hrdiny.
- Pusher – hrdina, který je vybaven kouzly, které mu pomohou rychle ničit nepřátelské věže a budovy. Mezi takové patří většinou vyvolávači, kteří si přivolají pomocné jednotky, popř. hrdinové s kouzly, jež přímo poškozují budovy.
- Iniciátor – hrdina který začíná boj nebo zahajuje týmový útok či překvapivý výpad zpoza stromů, kde nejsou pro nepřátele vidět. Často nejprve překvapí nepřátelský tým plošným dalekonosným kouzlem, kterým je na chvíli vyřadí z boje

ter)ry, semi-disabler nebo ganker/roamer.

### Týmové strategie
Hráči z jednoho týmu se mohou v chatu domlouvat na společné strategii, jak vyhrát hru, a předem si rozdělit jednotlivé role. Nejčastěji se vyskytují tyto strategie:
- Late Game Domination/Carry strategie: tým spoléhá na to, že bude mít alespoň jednoho carry hrdinu, který během hry postupně nakoupí drahé předměty a v pozdní fázi hry sám zničí celý nepřátelský tým. Zbytek týmu bude podporovat tohoto hrdinu a bude se snažit protáhnout hru dostatečně dlouho, právě aby si carry hrdina stačil na potřebné předměty našetřit zlato. Tato strategie je určitě nejklasičtější v Dotě. Asi nejznámějším zápasem, kde byla úspěšně demonstrovaná Late Game Domination strategie, byla hra profesionálních týmů LGD vs EHOME, kde hráč ZSMJ dokázal s Medúsou našetřit na všechny nejdražší předměty a potom téměř zcela sám zdecimoval celý nepřátelský tým.[1]
- Early Game Domination/Beat down strategie: opak Late Game Domination. Tým s touto strategií klade důraz na masivní zabíjení nepřátel už na začátku hry, čemuž odpovídá i výběr hrdinů typu harrasserů a iniciátorů. Tímto způsobí nepřátelům, že jejich hrdinové nebudou mít ani zlato a časem ani potřebnou sílu a úroveň, tudíž už nebudou schopní klást větší odpor. Poté už nebude pro tým problém zničit všechny budovy, včetně té hlavní.
- Team Fight strategie: účelem této strategie je vyhrávat velké týmové boje, kdy se střetnou na jednom místě hrdinové s aspoň třemi členy na každé straně. Po vyhraném souboji má vítězný tým zpravidla čas na ničení budov, než se nepřátelští hrdinové vrátí. Toto se opakuje, dokud nejsou zničené všechny důležité budovy, popř. rovnou hlavní budovy. Aby mohla být tato strategie úspěšná, je třeba mít vhodné hrdiny.
- Push: jak napovídá název, hlavním účelem této strategie není zabíjet nepřátele, ale rychle zničit všechny klíčové, zejména obranné budovy, než začne být nepřátelský tým nebezpečný. Za zničení budov totiž dostává tým také zlato, což logicky vyústí v nákup lepších předmětů a získání značné výhody oproti nepřátelskému týmu. Pokud se podaří zbořit i klíčové budovy (tzv. raxy) v nepřátelské základně, budou přátelští creepové mnohem silnější, což představuje problém pro nepřítele, který se s nimi musí potýkat. Agresivní pushovací strategií je známý ukrajinský profesionální tým Na'Vi.

### Další individuální strategie
V Dotě k tomu hráči často využívají spousty slangových výrazů, například:
- Last Hit – poslední úder. Za zabité creepy dostává zlato pouze ten, kdo dal creepovi smrtelnou ránu. Je tedy vhodné creepům dávat pouze poslední rány, aby za ně hrdina dostával zlato. Popř. se dá také dát poslední ránu nepřátelské věži, za kterou dostane hráč velký obnos, nicméně ostatní členové týmu za zničenou věž dostanou menší částku. Pokud se hráči nezdaří last hit, tak věž zničí creep a zlato je rozděleno mezi členy týmu rovnoměrně.
- Deny – odepření. Pokud zabijete svého creepa, který měl minimum HP, nepřítel dostane méně zkušeností a navíc máte šanci zabránit jeho poslednímu úderu. Jednoduše se to provádí s hrdiny střelci. Své vlastní creepy lze zranit, až když mají pod 50 % zdraví. Za zabití své jednotky žádnou odměnu přímo nedostanete. Pokud zničíte silně poškozenou vlastní věž, nepřátelský tým dostane pouze malou část zlata (Před verzí 6.55 nedostával žádné). Ničit svoji věž jde pouze, pokud má věž pod 10 % výdrže.
- Gankování – je styl hry nebo činnost, při které se snaží hrdinové jednoho teamu v určitý okamžik překvapit na určitém místě druhý tým, a to nejlépe v přesile. Gangovat se vyplatí především carry hrdiny, kteří mají málo možností se bránit. Gangování vyžaduje pohyb po mapě a vyplatí se při němž mít předměty jako Bottle, abyste při cestě přes řeku vzali runu, a Scroll of Town Portal (zkráceně TP – městský portál), jímž se můžete přemístit ke své věži a umocnit moment překvapení. Pokud je nepřítel zrovna blízko vaší věži, je ideální se k ní svitkem teleportovat a pokusit se nepřátelského hrdinu zabít. Nepřátelský tým totiž většinou za tak krátkou dobu nestihne zaregistrovat vaše zmizení z předchozího místa na mapě.
- Stealování – jedná se o projev neslušnosti u hráčů stejného týmu, kdy jeden hráč udělí poslední úder hrdinovi, kterého ten druhý zabíjí a sám mu do té doby nic nedělal. Tím mu vlastně ukradne bonusy za zabití, který by se mu měl připsat. Je těžké posoudit, co je kradení a co už je týmová hra. Výraz vyplývá ze slova zloděj (stealer). S tímto jevem se lze setkat ve hrách s málo zkušenými hráči.
- Backdoor – jde o neslušnou a často zakazovanou činnost, kdy hrdina ničí kteroukoliv z nepřátelských klíčových budov (např.věž) sám bez pomoci spřátelených creepů, jež bojující s dalšími hrdiny a creepy daleko od místa budovy obejde. Takto mohou výrazně ovlivnit výsledek hry. V nových verzích se proti backdooru udělalo opatření, kdy si budova sama regeneruje výdrž (čím více je poškozována, tím více životů jí přibývá, avšak i tak není nemožné věž zničit sám). Na tyto budovy se tedy smí útočit jen za přítomnosti spřátelených creepů.
- Aggro – jedná se o způsob, jakým může hráč upoutat pozornost creepů na sebe. V Dotě buď útokem na danou jednotku, anebo jednoduše tím, že vstoupí do její oblasti, ve které ho vidí. Poté, co její pozornost upoutá, se vydá hrdinu pronásledovat, čehož bývá hojně využíváno v kombinaci s harassováním či pullováním, aby se nepřátelští creepové odstranili z cesty.
- Pulling – odlákání. Jde o vybíjení neutrálních jednotek v lese, za pomoci vlastních, či nepřátelských jednotek, přičemž celý proces bývá založen na ovládání aggra jednotek.
- Stackování – Proces při kterém se v určitou dobu odlákají neutrální jednotky z lesa pryč ze svého místa tak, že hra nepozná, zda nejsou tyto jednotky již mrtvé a přidá tam další jednotky.

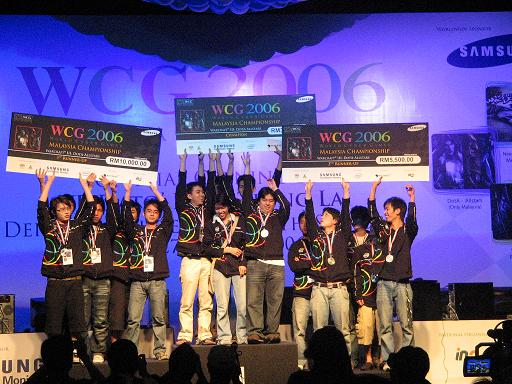
WCG Malajsie 2006 Warcraft 3: DotA – výherci

## Historie
Původní autor a zároveň „zakladatel“ Doty se jmenoval Kyle Sommer, zvaný Eul. Inspiroval se populárním modem pro hru StarCraft, zvaným „Aeon of Strife“, a koncept v roce 2002 adaptoval do prostředí Warcraft III: Reign of Chaos, který pojmenoval „Defense of the Ancients“ neboli DotA. Eul po vydání datadisku Warcraft III: The Frozen Throne v roce 2003, jenž značně rozšířil možnosti editace map do hry. Eul tedy pro datadisk vytvořil novou Dotu, kterou pojmenoval DotA 2: Thirst for Gamma, aby nahradila tu původní pro Reign of Chaos, ale v komunitě hráčů nezaznamenal úspěch. Eul poté zcela zmizel ze scény tvůrců map pro Warcraft III, ale komunitě přenechal zdrojový kód ke svým mapám pro další volné použití. Svoji Dotu tedy Eul od verze 2 dále nevyvíjel ani neoptimalizoval. Do prostředí datadisku The Frozen Throne zároveň Dotu zkonvertovalo velké množství dalších tvůrců map, kteří tvořili různé spin-offy a varianty s novými hrdiny, předměty a dalšími novinkami. Mezi těmito variantami, vzniklými na základě Eulova originálu, začal vyčnívat projekt uživatelů Meian a Ragn0r, kteří z mnoha ostatních verzí Doty od různých autorů vybrali své nejoblíbenější hrdiny a herní prvky a zabudovali je do jediné mapy zvané DotA Allstars. Tato verze byla vydána jako „DotA Allstars Beta v0.95“ 3. února 2004 a symbolizovala různorodost zdrojů, z kterých projekt čerpal, proto „Allstars“. Tento vývoj po zmizení Eula znamenal prudký nárůst popularity Doty v komunitě hráčů Warcraftu III: The Frozen Throne.
O měsíc později, tedy v březnu 2004 převzal celý projekt DotA Allstars nový tvůrce jménem Steve Feak, jenž byl lépe znám přezdívkou Guinsoo, a vydal verzi „DotA Allstars v.3.0d“, který přinesl lepší balanc hrdinů a o další měsíc později se ve verzi „DotA Allstars v.4.0a“ objevil neutrální hrdina jménem Roshan, jehož porážka může týmu díky předmětu, co po sobě zanechá, pomoci k úspěchu. Spolu s tím založil stránky pro volné stažení modu z internetu a popularita Doty nadále rostla. Přelomem bylo vydání série verzí 5.xx, která navázala na verze 4.x a přinesla ještě větší množství hrdinů a předmětů, značně vylepšujících hrdinovy vlastnosti. Objevily se i první verze Doty na bázi verze 5, kde jednotlivé spoluhráče a protihráče nahradili boti, ovládaní umělou inteligencí. Popularita Doty si žádala důmyslnější systém práce, a tak si Guinsoo v říjnu 2004 vybral na pomoc s vývojem Neichuse a IceFroga, dva své přátele z jeho Battle.net klanu TDA. Velké množství novinek v různých verzích 5.xx přineslo mnoho balančních úprav a poslední z nich byla verze „DotA Allstars 5.84c v2“. Tato verze byla výjimečná tím, že její popularita přesáhla hranice hráčské komunity na Battle.netu. Na bázi této stabilní verze Doty se totiž začaly organizovat oficiální turnaje, a to i v dobách, kdy již byla k dispozici verze 6.xx. Vznikla ještě neoficiální verze 5.84c od tvůrce map z Ruska, který v mapě opravil chyby a zkrátil dobu načítání mapy z průměrných tří minut na pouhých 20 sekund.
Následovala „DotA Allstars 6.00“ a krátce po jejím vydání dne 28. února 2005 oznámil Guinsoo svůj odchod. Projekt tedy převzali jeho dva přátelé Neichus a IceFrog. Neichus krátce poté také odešel a IceFrog vyvíjel další verze sám. Musel se potýkat nejen s těmito odchody, ale i s odmítáním verzí 6.00 až 6.10 v novém zasněženém prostředí s novými hrdiny, jelikož u komunity byla nadále populární 5.84c v2. Verze 6.12, která přinesla kompletní překlad Doty do čínštiny se však zasloužila o popularizaci v Asii. S verzí 6.20, jež byla vydána až 1. listopadu 2005, již začala tato série verzí nabývat popularity. IceFrog dlouho vyčkával s vydáním nových verzí, ale 6.27 konečně byla spuštěna v únoru 2006, jejíž opravená verze 6.27b a pak 6.28 přinesly nový vrchol vyváženosti, neboť se IceFrog věnoval hlavně opravě chyb. Verze 6.27b se navíc stala standardizovanou verzí pro budoucí velké turnaje.
IceFrog na rozdíl od předchozích vývojářů udržoval stálý kontakt s rozsáhlou komunitou hráčů a přijímal hlášení o chybách i návrhy na nové hrdiny, předměty či balanční záležitosti. V červnu roku 2010 bylo s vydáním verze 6.68 od přízviska AllStars upuštěno. Bývalí významní vývojáři mapy byly poctěni tím, že se po nich jmenují předměty, které si může hrdina složit a nosit: Eul's Scepter of Divinity a Guinsoo's Scythe of Vyse.

## Verze
Mapa má mnoho verzí, je nepsaným pravidlem, že se hraje ta nejnovější, popřípadě stabilní mapa – prověřená verze, která neobsahuje chyby atd. V ligách se hrají výhradně stabilní mapy. Obvykle po vydání nové verze vyjde také oprava, tedy verze s příponou b, pokud i ta obsahuje chyby, nahradí ji c atd. Pro představu, momentálně je nejnovější verze 6.81c. (ještě novější je Dota 2) V současné době je ve hře 104 hrdinů a 123 předmětů. Tato čísla se s novými verzemi zvyšují (není to však pravidlem!).

## Profesionální scéna
DotA se hraje kromě na tzv. „public“ úrovni i na profesionální úrovni a každoročně jsou pořádány soutěže a prestižní zápasy.

### Soutěže
V mnoha zemích je DotA na programu celostátních či mezinárodních herních turnajů, u nás například InvexCup. Bývá také pořádáno mnoho turnajů pod záštitou společnosti ProGamers o různé věcné ceny. Mezi největší turnaje, kde se hraje DotA, patří WCG nebo The International, kde se může hrát o více než 20 milionů amerických dolarů. Z online turnajů je to např. turnaj The Defense.

### Známé týmy a hráči
Mezi dlouhodobě nejlepší profesionální týmy mezinárodní DotA scény patří především: Alliance, Dignitas, DK, EG, Fnatic, iG, Kaipi, LGD, Liquid, Na'Vi, mouz, Quantic, TongFu, VP, Zenith
Za nejlepší hráče se obvykle považují:[kým?] Ferrari_430, Midri, AdmiralBulldog, Akke, ArsArt (Smile), ArtStyle, Black, BurNing, DDC, Dendi, EGM,, HyHy, Iceiceice, Korok, KuroKy, LightOfHeaven, Loda, LongDD, Maelk, Merlini, Misery, NS, Pajkatt, Puppey, s4, SexyBamboe, SingSing, Sylar, Vigoss, YamateH, YaphetS (PIS), xiao8, yyF, zhou, ZSMJ, přičemž YaphetS, Merlini a 820 zaujímají speciální postavení mezi všemi hráči DotA. YaphetS je považován[kým?] za nejlepšího hráče hrdiny Nevermore (Shadow Friend), Merlini se stal legendárním díky hrám za hrdinu Zeuse, 820 je zase průkopníkem hry za hrdinu Vengeful Spirit. Jako pocta pro všechny 3 hráče se zmiňovaní hrdinové občas nejmenují Nevermore, Zeus a Vengeful Spirit, ale právě YaphetS, Merlini a 820.